# Tomorrow (canción de Kiss)
«Tomorrow» es una canción de la banda estadounidense Kiss, del álbum Unmasked de 1980. Fue lanzada como el primer sencillo del disco en noviembre de 1980. La canción nunca fue tocada en directo. Fue escrita por el cantante Paul Stanley y el productor Vini Poncia.

## Lista de canciones del sencillo

### Internacional
- Lado A - "Tomorrow"
- Lado B - "Naked City"

### Austria y Alemania
- Lado A - "Tomorrow"
- Lado B - "Is That You?"

### México
Lado Uno
- "Tomorrow"
- "Sure Know Something"

Lado Dos
- "Christine Sixteen"
- "She"